# Ceromya americana
Ceromya americana là một loài ruồi trong họ Tachinidae.